# Enby
Enby (estniska: Einbi, estlandssvenskt uttal: einbi) är en by i Nuckö kommun i Läänemaa i västra Estland, 90 km sydväst om huvudstaden Tallinn. Den hade 19 invånare år 2011.
Enby ligger på Estlands västkust mot Östersjön och på halvön Nuckö. Nordväst om Enby ligger udden Ramsholm som är det estländska fastlandets västligaste punkt. Västerut ligger Ose sund som skiljer Ormsö från Nuckö. Närmaste större samhälle är Hapsal, residensstad i Lääne län, som ligger 7 km åt sydöst och på andra sidan Hapsalviken. De närmaste grannbyarna är Pasklep i norr, Österby i öst och Nuckö kommuns administrativa centrum, Birkas, i nordöst.
Enby ligger i det område som traditionellt har varit bebott av estlandssvenskar och även det svenska namnet på byn är officiellt. 